# المنعطف الخاطئ 4: البدايات الدموية
المنعطف الخاطئ 4: البدايات الدموية (بالإنجليزية: Wrong Turn 4: Bloody Beginnings)‏ فيلم رعب تم انتاجه في الولايات المتحدة وصدر سنة 2011. من بطولة دينيسي أرمسترونغ، وهو الجزء الرابع من سلسلة أفلام الرعب لفة خاطئة.
```
القصة
```

يستعرض الفيلم أحداثا مثيرة للاهتمام حيث يعود تاريخ الأحداث الموجودة في الفيلم إلى سنة ٢٠٠٣
```
وهو نفسه تاريخ صدور الجزء الأول من لاسلسلة وهذا ما جعل الفيلم ذا أهمية كبيرة من قبل مشجعيه
```

القصة
يذهب مجموعة من الأصدقاء وبعضهم «مثليون»
للتزلج ولكن فجأة وبدون سابق إنذار تهب عاصفة قوية تؤدي لعلعهم فيسرعون إلى البحث
عن مخبأ يقيهم من هذه الأخيرة
و احسن حظهم وجدوا مصحة قديمة تعود إلى السبعينيات يعتبرونها مأوى لهم حتى تهدأ العاصفة
و لكن ما لم يكن الشباب على علم بهم هو أن ذلك المكان تقطنهه مجموعة من المسوخ الآكلة للحوم البشر.

## القصة
يروي الفيلم كيف بدأ كل شيء في هذه السلسلة، حيث هناك مجموعة من الأصدقاء يذهبون للتزلج في العطلة الشتوية، لكن قيامهم بإحدى اللفّات الخاطئة تجعلهم يتوهون في وسط عاصفة ثلجية، لذا يلجأون إلى إحدى المصحات المهجورة، طلباً للأمان، لكنهم لا يعرفون أنه يسكن فيها مجموعة أشخاص مشوّهون ومتعطّشون للقتل.

## الميزانية والإيرادات
كلّف الفيلم ميزانية تقدر بـ 2 مليون دولار أمريكي.

## وصلات خارجية
- المنعطف الخاطئ 4: البدايات الدموية على موقع IMDb (الإنجليزية)
- المنعطف الخاطئ 4: البدايات الدموية على موقع روتن توميتوز (الإنجليزية)
- المنعطف الخاطئ 4: البدايات الدموية على موقع نتفليكس (الإنجليزية)
- المنعطف الخاطئ 4: البدايات الدموية على موقع ألو سيني (الفرنسية)
- المنعطف الخاطئ 4: البدايات الدموية على موقع Turner Classic Movies (الإنجليزية)
- المنعطف الخاطئ 4: البدايات الدموية على موقع أول موفي (الإنجليزية)
- المنعطف الخاطئ 4: البدايات الدموية على موقع فيلمافينيتي (الإسبانية)
- المنعطف الخاطئ 4: البدايات الدموية على موقع قاعدة بيانات الأفلام السويدية (السويدية)
- المنعطف الخاطئ 4: البدايات الدموية على موقع قاعدة بيانات الفيلم (الإنجليزية)
- المنعطف الخاطئ 4: البدايات الدموية على موقع ليتربوكسد (الإنجليزية)

- المنعطف الخاطئ 4: البدايات الدموية على imdb
- المنعطف الخاطئ 4: البدايات الدموية Rotten Tomatos